# 王曠
王曠（3世紀—？年），字世宏，晉朝書法家，王導從弟、王羲之之父。父亲是王正，祖父是王览。弟弟王廙、王彬。

## 生平
永興二年（公元305年），右將軍陳敏在歷陽叛變，驅逐揚州刺史劉機、時任丹楊太守的王曠。
王曠首倡過江之議，王導和琅琊王司馬睿等採納。王曠出任揚州北境的淮南郡太守。
王曠倡議渡江之事，東晉裴啟所撰《語林》說：「大將軍王敦、丞相王導諸人在此時閉戶共為謀身之計，王曠來在戶外，諸人不容之。王曠於是剔壁窺之，說：『天下大亂，諸君欲何所圖謀？』將欲告官。遽而納之，於是建江左之策。」
永嘉三年（公元309年），劉淵以王彌擔任侍中，都督青，徐，兗，豫，荊，揚六州諸軍事，征東大將軍，青州牧，與楚王劉聰一起進攻壺關，以石勒任前鋒都督。劉琨派遣護軍黃肅、韓述救援壺關，劉聰在西澗打敗韓述，石勒在封田打敗黃肅，把他們都殺了。太傅司馬越則派遣時任淮南內史的王曠、將軍施融、曹超帶兵抵禦劉聰等人。王曠渡過黃河，長驅直入，施融勸戒說：“他們憑天險抄小路出擊，即便我們有幾萬人馬，仍然是孤軍受敵。應借河水作屏障觀察形勢變化，然後進一步圖謀他們。”王曠怒說：“你這是敗壞我軍士氣啊！”施融退出去說：“人家善於用兵，而王曠卻不明白戰事情勢，我們今天必死無疑！”王曠等人在太行遭遇劉聰，在長平交戰，王曠慘敗，施融、曹超都戰死。王曠戰敗後去向不明，王羲之的母亲和哥哥便承擔起了對王羲之的撫養之責。